# Savanna-la-Mar
Savanna-la-Mar (communément appelée Sav-la-Mar, ou simplement Sav, et orthographié Savannah-la-Mar dans certains écrits du XIXe siècle), est le chef-lieu de la paroisse de Westmoreland, en Jamaïque.

## Géographie

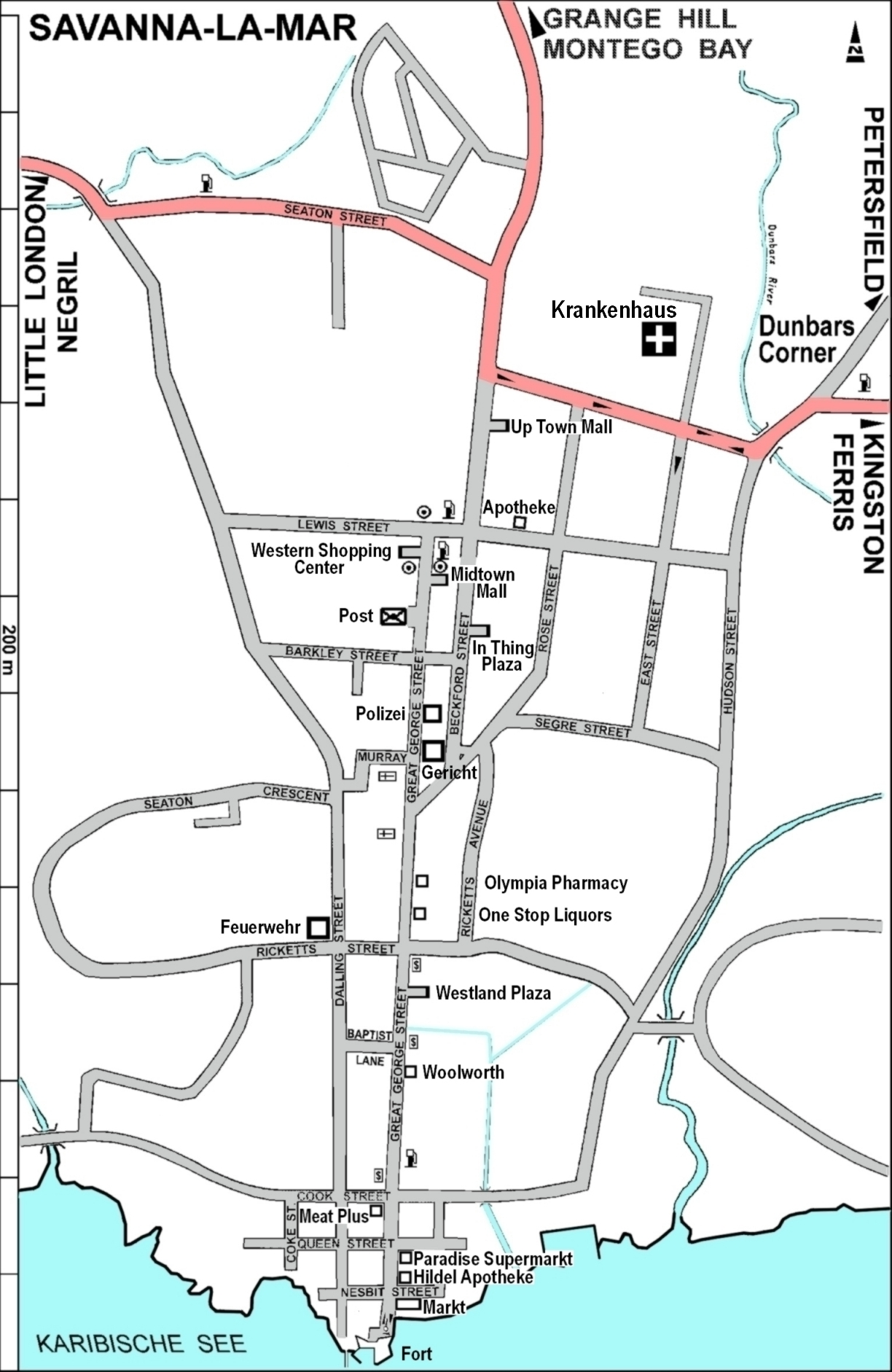
Plan des rues de Savanna-la-Mar.

C'est une ville côtière, située au bord de la mer des Caraïbes. Le centre-ville s'articule autour de sa rue principale, Great George Street, qui parcourt 1,5 km entre le bord de la mer et le nord de la ville et sur laquelle se trouvent la plupart des bâtiments administratifs, le tribunal et la poste.

## Histoire
Savanna-la-Mar est bâtie vers 1730, entre des marais à mangroves, autour de son port qui sert à l'exportation du sucre. Elle remplace alors Quenn's Town (actuel Cross Path) comme chef-lieu de la paroisse. Le nom de la ville, d'origine espagnole, peut être approximativement traduit par plaine au bord de la mer,.
Elle fut quasiment détruite par un ouragan en 1748. Le 3 octobre 1780, un nouvel ouragan, associé à une onde de tempête qui submerge le littoral sur un demi-mille, détruit la ville, tuant plusieurs centaines de personnes. Au vu de son importance dans le commerce du sucre, des esclaves et d'autres marchandises, le port est reconstruit.
Durant les années suivant l'abolition de l'esclavage par le Royaume-Uni en 1833 (avant son abolition par les États-Unis en 1865), les autorités britanniques donnent la possibilité (contre l'avis des États-Unis) aux esclaves découverts dans les bateaux américains accostant dans les ports des colonies britanniques des Caraïbes (notamment aux Bahamas) de rester dans la colonie pour s'y établir ou de repartir comme esclaves aux États-Unis. Le 20 juillet 1855, à Savanna-la-Mar, la population apprend que le cuisinier du brick Young America, amarré dans le port, est un esclave fugitif, nommé Anderson, qui s'est engagé grâce à de faux papiers sous le nom de Nettles. Des Jamaïcains l'aident à retrouver sa liberté. Les magistrats jamaïcains n'interviennent pas et le consul américain en Jamaïque, Robert Monroe Harrison (1768-1858), porte plainte auprès du gouvernement colonial britannique et fait publier un avertissement dans le New York Times,.
En novembre 1912, un ouragan toucha l'île et détruit Savanna-la-Mar. Seules l'école de Manning, la résidence de l'enseignant et l'édifice de la Banque Scotia furent épargnées. En 1990, la ville traversa une épidémie de fièvre typhoïde.

## Lieux et monuments

### Église baptiste
Située sur Great George Street, l'église baptiste de Savanna-la-Mar est construite en 1835. Elle est détruite dans un incendie le 23 novembre 1839 et reconstruite l'année suivante.

### Tribunal

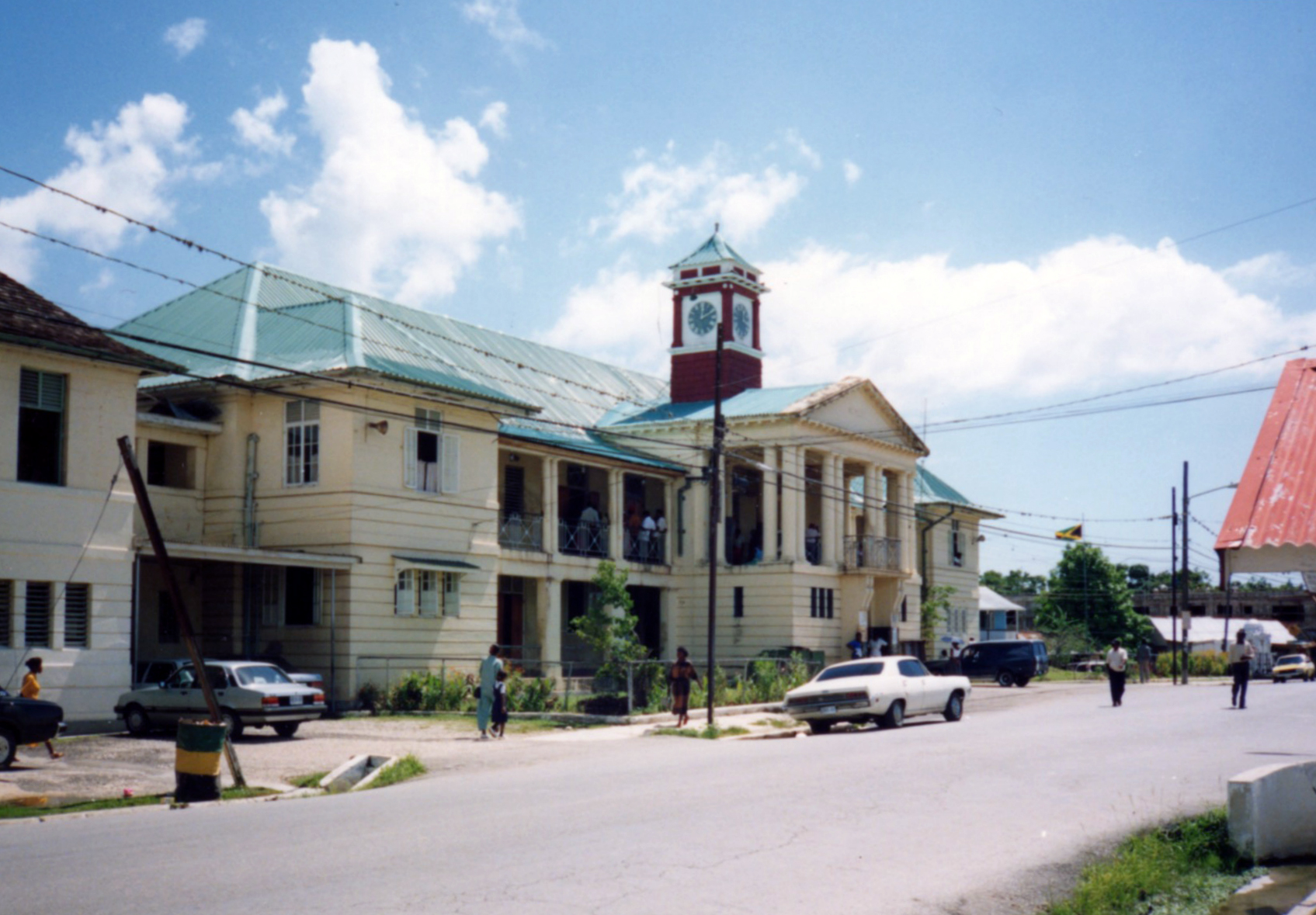
Le tribunal de la paroisse de Westmoreland en 1990.

Le tribunal de Savanna-la-Mar, tribunal paroissial de Westmoreland, est construit en 1925. Il est situé sur Great George Street, sur une place nommée Norman Square.

### Fontaine de fonte

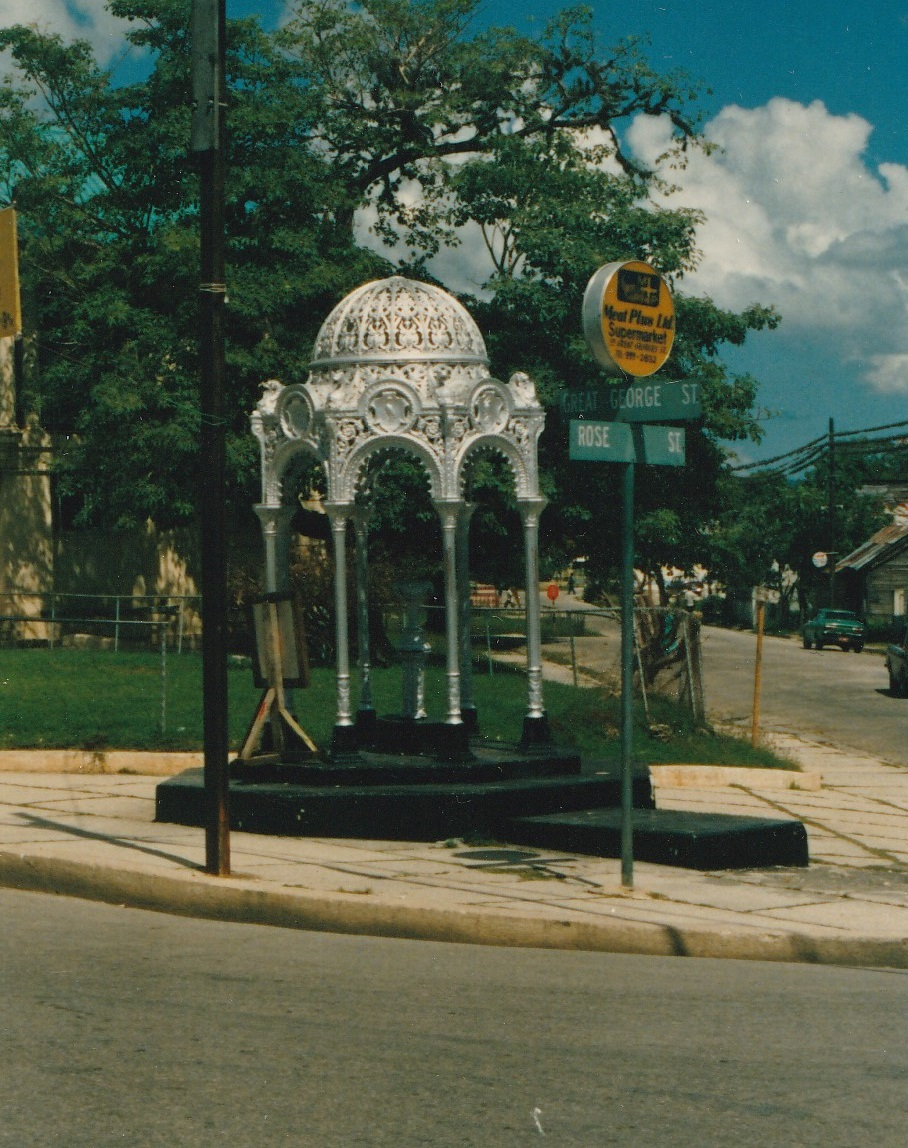
La fontaine de fonte en 1989.

Située à côté du tribunal, la fontaine de fonte (Cast Iron Fountain) est une fontaine corinthienne à cannelures en fonte, offerte à la ville en 1887 par E. J. Sadler, un planteur de la région. Elle est surmontée d'un dôme supporté par huit colonnes donnant à la structure une forme octogonale. Les colonnes sont reliées par des arches gravées de motifs de pélicans.

### École Manning

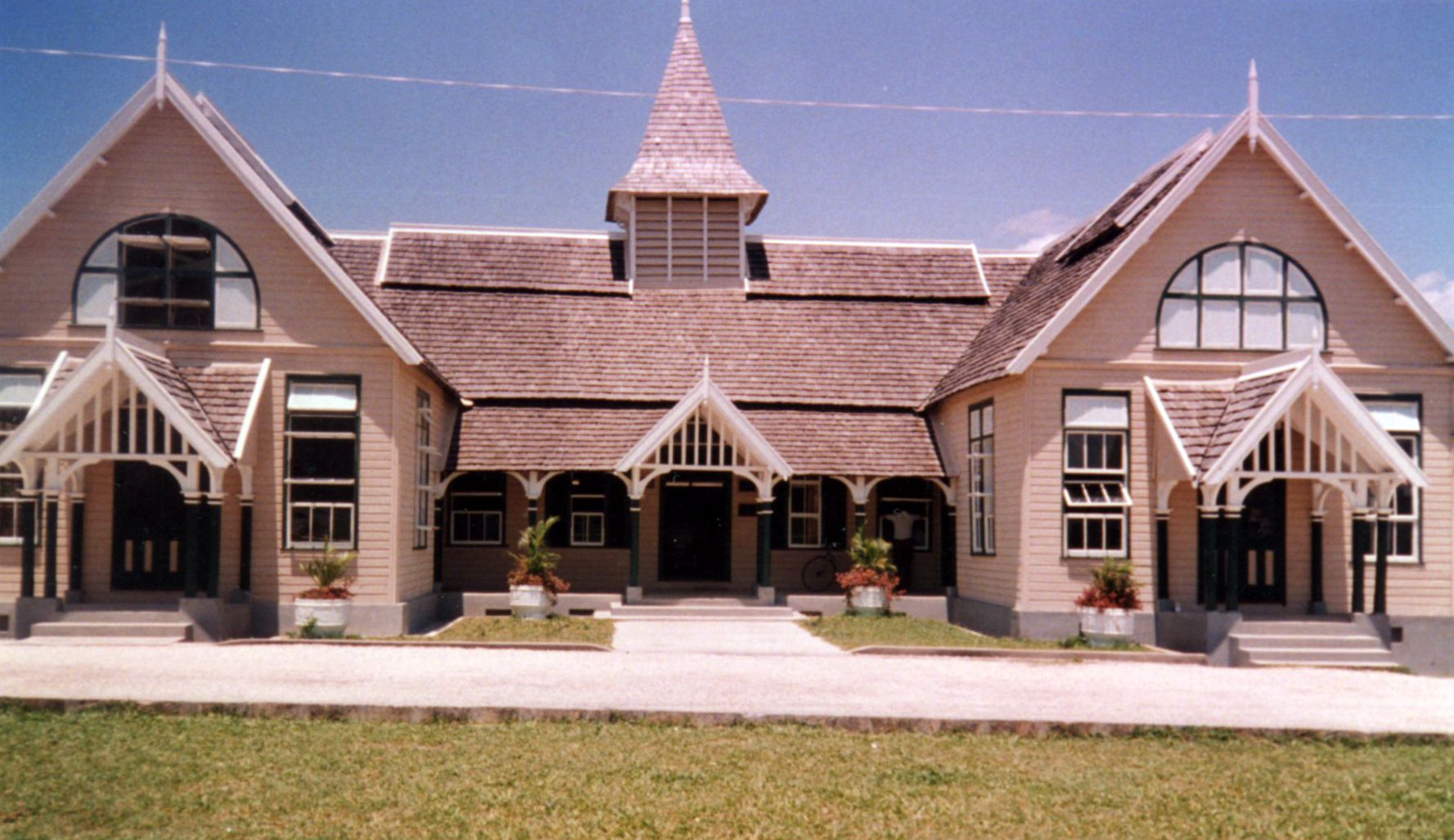
Le bâtiment Thomas Manning de l'école Manning en 1990.

En 1711, Thomas Manning, un planteur de Westmoreland, lègue à la paroisse un terrain pour la construction d'une école libre. Elle est construite en 1738 à Savanna-la-Mar alors que le terrain offert par Manning se trouve à Burnt Savannah, 12 km plus au nord. En 1780, un ouragan endommage lourdement l'édifice et une aide financière est demandée à l'Assemblée législative pour le réparer.
Au XXe siècle, l'école devient une grammar school. L'édifice le plus ancien de l'école, construit au début du XXe siècle, est connu comme le bâtiment Thomas Manning. Il abrite en 2011 la bibliothèque et des salles de classe. De style géorgien, il est construit en bois, sur une plinthe de maçonnerie. Entouré de galeries et surmonté d'un toit à pignons percé de jalousies, il est un exemple typique d'architecture coloniale.

### Fort
Un fort est construit au milieu du XVIIIe siècle pour la défense contre les pirates. Il n'a jamais été terminé mais possède une vingtaine de canons. Principalement construit sur la mer, il se trouve à l'extrémité sud de Great George Street. Au-dessus de l'eau, une grande partie de la muraille s'est effondrée. L'entrée du fort se fait par une arche menant à un édifice de béton, abritant en 2011 un restaurant.

## Musique
Savanna-la-Mar est mentionnée dans la chanson Sara de Bob Dylan, se trouvant sur l'album Desire (1976).

## Personnalités nées à Savanna-la-Mar
- C. B. Bucknor (en) (né en 1962) - arbitre de la Ligue majeure de baseball nord-américaine
- Ronnie Davis (1950-2017) - chanteur de reggae
- Des Drummond (né en 1958) - joueur de rugby
- John Drummond of Jamaica (en) (1744-1804) - chirurgien et propriétaire de plantation
- John Dunkley (en) (1891-1947) - peintre et sculpteur
- Asani Samuels (en) (né en 1992) - Footballeur professionnel
- Laken Tomlinson (en) (né en 1992) - Joueur de football américain

## Sources
- (en) Cet article est partiellement ou en totalité issu de l’article de Wikipédia en anglais intitulé « Savanna-la-Mar » (voir la liste des auteurs).